# Els Muntells
Els Muntells és una entitat municipal descentralitzada que pertany al municipi de Sant Jaume d'Enveja. El nucli està situat al sector meridional del delta de l'Ebre, vora la séquia del Riet, entre les llacunes de la Tancada i la Bassa de la Platjola. Està comunicat per una carretera local amb el cap del municipi i amb la platja dels Eucaliptus. El 2022 tenia 470 habitants.

## Història
La localitat es va originar a partir del 1860, quan el canal de la Dreta de l'Ebre va possibilitar la introducció del conreu de l'arròs mitjançant una complicada xarxa de reg i el dessecament de les terres del delta. Els Muntells es va formar a partir d'un conjunt inconnex de barraques, aixecades amb els joncs, les canyes i el fang de la zona, que es van anar alineant en el que és el carrer Major, que segueix la séquia del Riet.
Fins al 1978, el poble formava part de Tortosa i des de aquell mateix any forma part de Sant Jaume d'Enveja. També, el 1990, Els Muntells va canviar de comarca del Baix Ebre al Montsià.
El poble ha tingut últimament una població al voltant de 500 habitants.

## Demografia
| 1990 | 1991 | 1994 | 1995 | 1996 | 2001 | 2003 | 2005 | 2008 | 2010 | 2012 | 2014 | 2016 | 2018 | 2020 | 2022 |
| ---- | ---- | ---- | ---- | ---- | ---- | ---- | ---- | ---- | ---- | ---- | ---- | ---- | ---- | ---- | ---- |
| 500  | 497  | 497  | 488  | 486  | 492  | 483  | 499  | 521  | 507  | 498  | 507  | 504  | 495  | 490  | 470  |

## Llocs d'interès
- Museu del Poble dels Muntells, situat al carrer major.[4]
- Església de Sant Llorenç (±1944), sufragània de Sant Jaume

## Enllaços externs

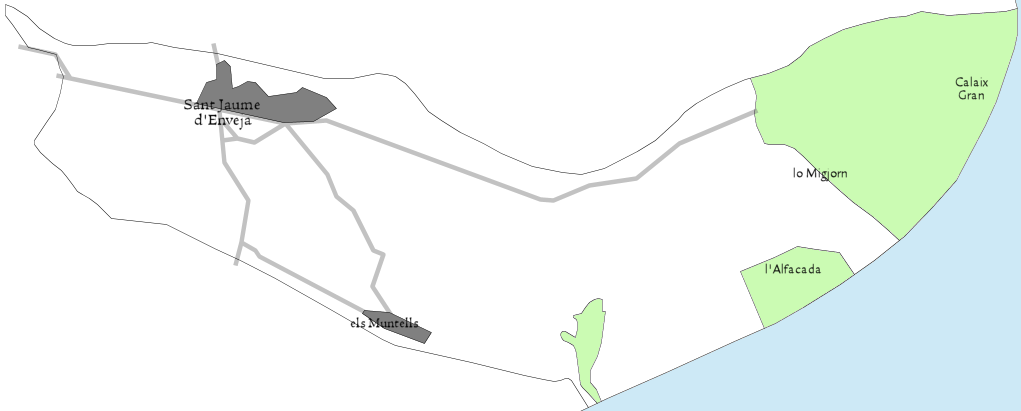
Mapa del terme municipal de Sant Jaume d'Enveja